# Erndtebrück

Panorama Erndtebrück

Erndtebrück (mundartlich Erndebrecke) ist eine Gemeinde in Nordrhein-Westfalen, Deutschland und gehört zum Kreis Siegen-Wittgenstein.

## Geographie

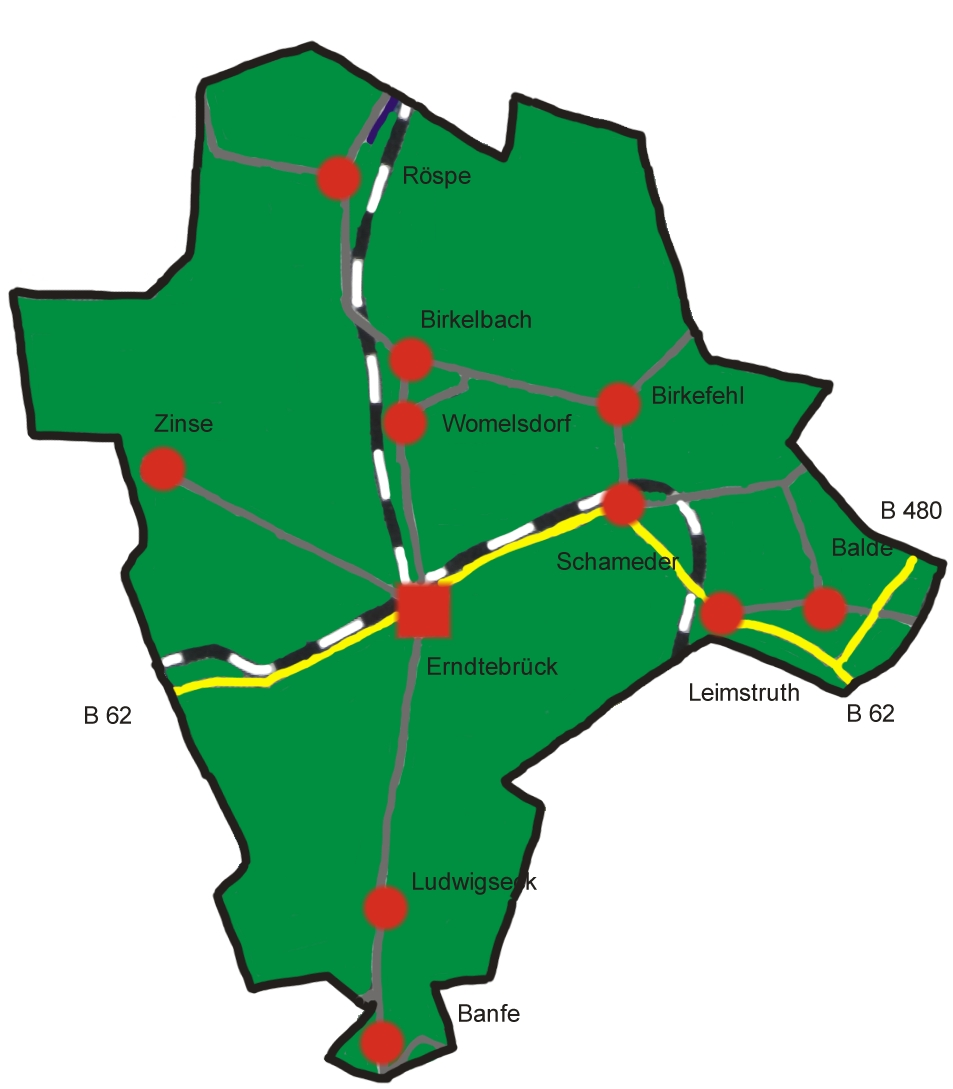
Gemeindegliederung Erndtebrück

### Geographische Lage
Der Kernort der Gemeinde Erndtebrück befindet sich im Südteil des Rothaargebirges an der Einmündung der Benfe in den von Südwesten kommenden Oberlauf der Eder. Südlich erhebt sich  der Ebschloh. (686,3 m ü. NN) Er ist der höchste Berg auf dem Gemeindegebiet. Nördlich des Ortszentrums befindet sich auf einem Bergkamm die Hachenberg-Kaserne der ehemaligen Technischen Schule der Luftwaffe.

### Nachbargemeinden
Erndtebrück grenzt an die Städte Netphen, Hilchenbach, Bad Berleburg und Bad Laasphe sowie Kirchhundem im Kreis Olpe.

### Gemeindegliederung
Das Gemeindegebiet von Erndtebrück umfasst neun Ortsteile:
| - Balde - Benfe - Birkefehl | - Birkelbach - Erndtebrück - Röspe | - Schameder - Womelsdorf - Zinse |

### Klima
Mit seiner Höhe von etwa 500 m und seiner geographischen Lage am Südwestrand des Rothaargebirges weist Erndtebrück ein recht raues und kühles Klima auf. Vor allem in klaren und windstillen Nächten kann die Temperatur hier im oberen Edertal stark absinken. Allein im Winter 2009/10 unterschritt sie viermal die −20 °C-Marke (Tiefstwert −23,4 °C am 20. Dezember 2009). Noch kälter war es am Morgen des 7. Januars 2009, als −24,2 °C gemessen worden sind. Im Winter 2011/2012 wurden erneut −24 °C erreicht. Auch in den Sommermonaten kann es im Edertal Frost geben. Damit zählt Erndtebrück in Bezug auf die Minimaltemperaturen zu den kältesten Orten in NW-Deutschland.
Im Gegensatz dazu begünstigt die Lage in diesem breiten und recht flachen Tal bei entsprechender Sonnenunterstützung aber auch hohe Tagestemperaturen. Im Jahresdurchschnitt sind etwa 6,5 °C zu erwarten. Die Niederschläge liegen mit etwa 1300 bis 1400 mm doppelt so hoch wie zum Beispiel in der Kölner Bucht.

## Geschichte

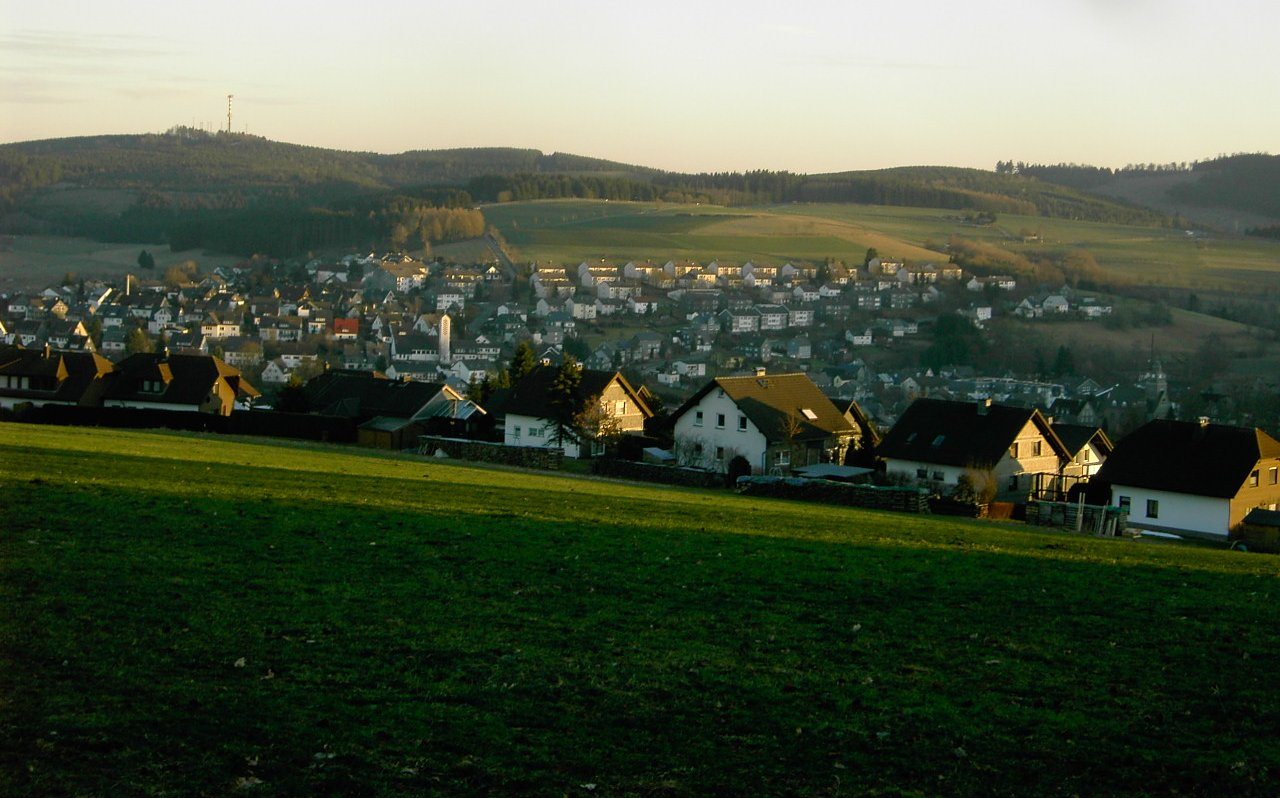
Erndtebrück vom Hachenberg aus gesehen

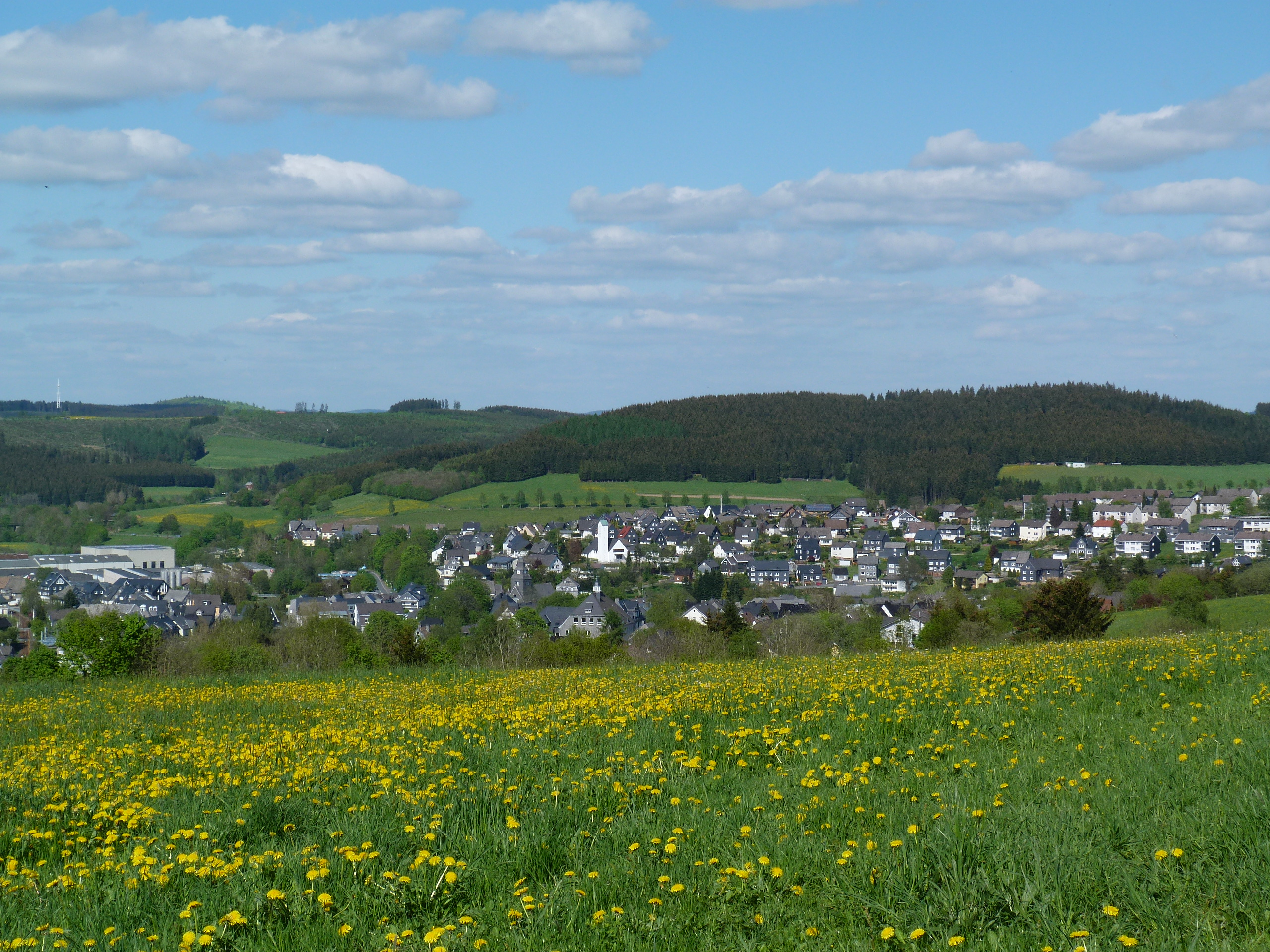
Blick auf Erndtebrück Bildmitte: Katholische Kirche Christus König

Erndtebrück wurde erstmals 1256 erwähnt. Zunächst war der Ort unter dem Namen Ermingardibrugge bekannt und Sitz eines Rittergeschlechts sowie später Zollstelle mit Marktrecht.
Um 1502 nannte man das Dorf Irmgardtenbrucken. Erst ab 1819 nannte man das Dorf Erndtebrück. Die heutige amtliche Schreibweise des Ortsnamens ist 1732 zum ersten Mal aufgetaucht, konnte sich aber erst Mitte des 19. Jahrhunderts durchsetzen. In allen Fassungen tritt neben dem Namen Brücke der Personenname Irmin auf, wenn auch in einer durch Lautwandel bedingten Schreibweise. Der Vorname Irmin war bei den Germanen ein beliebter Vorname. 1265 und 1283 tritt der eingangs mehrfach erwähnte Dominus Conradus de Ermingardebrugge miles als Zeuge auf, zuletzt bei der Schenkung Wittgensteinscher Güter an das Kloster Caldern.
1944 und 1945 erlebte Erndtebrück als Eisenbahnknoten schwere Luftangriffe durch die USAAF. Die Angriffe forderten über 100 Menschenleben.

### Eingemeindungen
Am 1. Januar 1975 wurden anlässlich der Gebietsreform in Nordrhein-Westfalen die Gemeinden Balde, Benfe, Birkefehl, Birkelbach, Schameder, Womelsdorf und Zinse aufgelöst. Zusammen mit Gebietsteilen der ehemaligen Gemeinden Amtshausen und Stünzel wurden sie in die Gemeinde Erndtebrück eingegliedert.

### Einwohnerentwicklung
Es handelt sich bei den folgenden Zahlen nicht um diejenigen des Statistischen Landesamtes Nordrhein-Westfalen. Deshalb ist davon auszugehen, dass auch die Zweitwohnsitze mitgezählt wurden. Die Zahlen geben jeweils den Stand am 31. Dezember an.

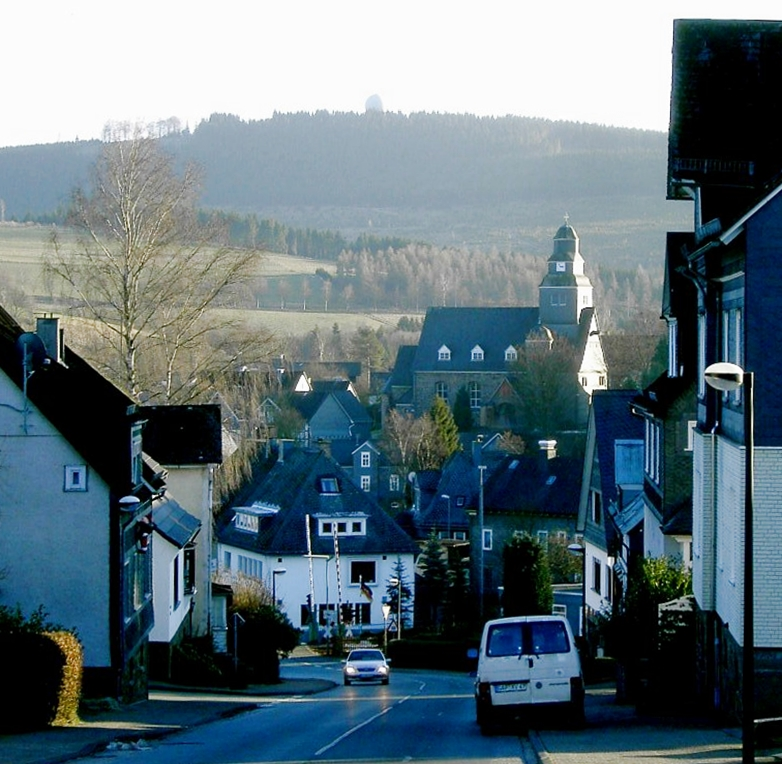
Evangelische Kirche Erndtebrück vom Hachenberg aus gesehen (2008)

- 1992: 8498 Einwohner
- 1995: 8494 Einwohner
- 1997: 8418 Einwohner
- 2000: 8162 Einwohner
- 2002: 8068 Einwohner
- 2005: 7965 Einwohner
- 2007: 7881 Einwohner
- 2010: 7588 Einwohner
- 2012: 7591 Einwohner
- 2016: 7106 Einwohner
- 2018: 7351 Einwohner
- 2019: 7292 Einwohner
- 2020: 7308 Einwohner
- 2021: 7240 Einwohner
- 2022: 7207 Einwohner

### Religionen
Die evangelische Marienkirche bestimmt das Ortsbild des Luftwaffenstandort Erndtebrück im Edertal. Die Ortsmitte und auch alle Ortsteile sind überwiegend evangelisch geprägt. Eine weitere größere ev. Kirche befindet sich in Birkelbach.
Seit Mitte der 1950er Jahre gibt es in Erndtebrück die katholische Kirchengemeinde Christus König. Diese entstand aufgrund der hohen Zahl von  Flüchtlingen, die nach dem Zweiten Weltkrieg nach Erndtebrück und Umgebung kamen. Die überwiegend aus Schlesien stammenden Flüchtlinge mussten bis ins Jahr 1954, in dem die neue Kirche im Birkenweg erbaut wurde, mit einem Provisorium vorliebnehmen. Am 31. Oktober 1954 wurde sodann der Altar der Christus-König-Kirche durch den damaligen Erzbischof von Paderborn, Lorenz Kardinal Jäger, eingeweiht. Die vier Glocken von Erndtebrück wurden am 23. Oktober 1961 von der Glockengießereifirma Rincker in Sinn hergestellt.

## Politik

### Gemeinderat
Die 22 Sitze des Gemeinderats verteilen sich wie folgt:
- SPD: 10 Sitze (+ 2)
- CDU: 6 Sitze (- 2)
- FDP: 3 Sitze (± 0)
- UWG: 3 Sitze (± 0)

(Stand: Kommunalwahl am 13. September 2020)

### Bürgermeister
Bei der am 13. September 2020 durchgeführten Bürgermeisterwahl konnte Henning Gronau (SPD) mit 75,63 % der Wählerstimmen in die zweite Amtszeit starten. Zuvor war Gronau am 13. September 2015 mit 51,42 % der Wählerstimmen zum Bürgermeister gewählt worden. Gronau ist Nachfolger von Karl Ludwig Völkel (SPD), der seit der Kommunalwahl 2004 direkt gewählter Bürgermeister Erndtebrücks gewesen war.
Zu deren Amtsvorgängern gehört unter anderem Heinz-Josef Linten (CDU), der dem Ort von 1994 bis 1998 als ehrenamtlicher und von 1999 bis 2004 als erster hauptamtlicher Bürgermeister diente, sowie Klaus-Dieter Scheffrahn (CDU) († 1995).

### Wappen und Banner
| Wappen der Gemeinde Burbach, Kreis Siegen-Wittgenstein | Blasonierung: „Von Blau und Silber (Weiß) geteilt; oben eine goldene (gelbe) Balkenbrücke mit gemauerten Pfeilern, unten zwei schwarze Pfähle.“ |

Banner der Gemeinde Erndtebrück

| Wappen der Gemeinde Burbach, Kreis Siegen-Wittgenstein | Wappenbegründung: Am 25. März 1976 wurde der Gemeinde zuletzt das Recht zur Führung eines Wappens, eines Siegels und eines Banners vom Regierungspräsidenten in Arnsberg verliehen. Bereits am 31. Dezember 1958 wurde der Gemeinde das Wappen durch den nordrhein-westfälischen Innenminister verliehen. Die Brücke, die der im Ort gelegenen Brücke über die Eder nachgebildet ist, steht redend für den Ortsnamen, während die Pfähle aus dem Stammwappen der Grafen von Wittgenstein entlehnt sind, zu deren Herrschaftsbereich die Gemeinde gehörte. Das Banner wird wie folgt beschrieben: „In drei Bahnen im Verhältnis 1 : 3 : 1 von Schwarz zu Weiß zu Schwarz längsgestreift, in der oberen Hälfte der mittleren Bahn der Wappenschild der Gemeinde.“ |

Seit 2016 führt die Gemeinde Erndtebrück zusätzlich ein Wort-Bild-Logo. Es heißt „Erndtebrück natürlich“. Die im Logo versetzt angeordneten 9en beziehen sich auf die 9 Ortsteile der Gemeinde Erndtebrück und beschreiben den guten Zusammenhalt aller 9 Ortsteile.

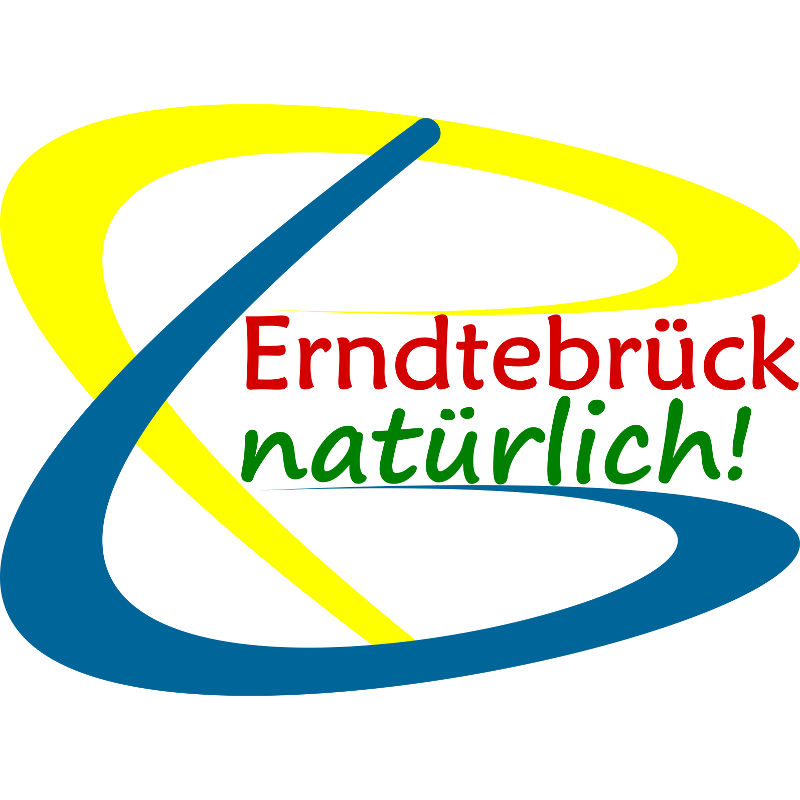
Logo der Gemeinde Erndtebrück

### Städtepartnerschaften
Im Jahre 1973 wurde die Partnerschaft zwischen der nordfranzösischen Stadt Bergues und der Gemeinde Erndtebrück begründet.

## Kultur und Sehenswürdigkeiten

### Bauwerke

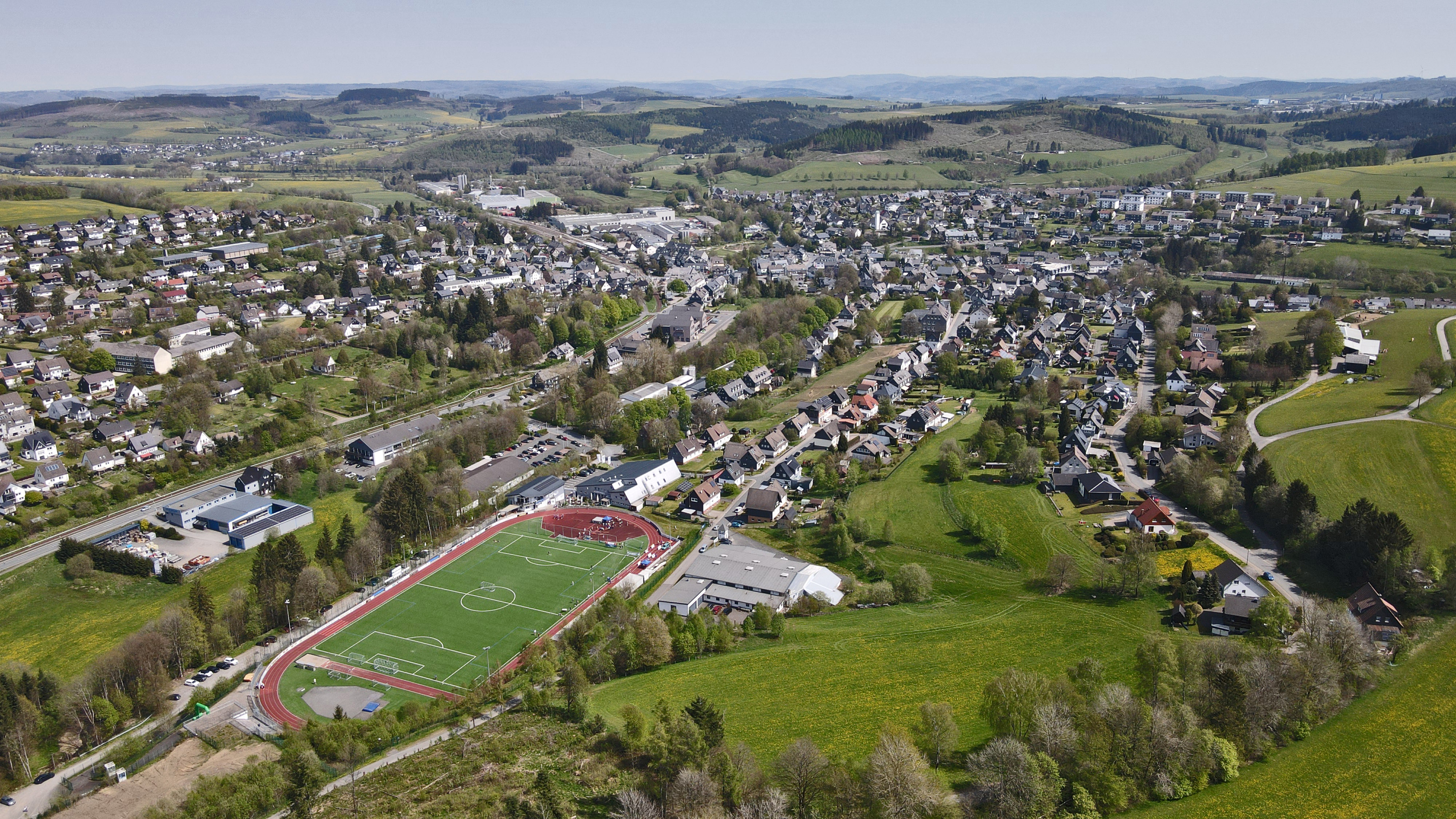
Ortsansicht von Südwesten mit dem Pulverwaldstadion im Mai 2024.

Das 1924 erbaute Pulverwaldstadion dient als Heimspielstätte des TuS Erndtebrück.

### Stolpersteine
Von den weltweit über 46.000 verlegten Stolpersteinen befinden sich 10 Stolpersteine in Erndtebrück.

### Sport
Sportliches Aushängeschild der Gemeinde ist die erste Fußball-Herrenmannschaft des TuS Erndtebrück, die zwei Jahre in der Fußball-Regionalliga West spielte.

### Rosengarten
Seit April 2013 ist auf dem Alten Friedhof ein kleiner Rosenpark im Aufbau. Es handelt sich um ein rein privat finanziertes und organisiertes Projekt. Über 300 verschiedene Sorten sind gepflanzt.

### Heimatmuseum
Das Heimatmuseum zeigt im alten Rathaus u. a. eine Puppen- und Bärenstube, ein Schulklassenzimmer und eine große Eisenbahnanlage mit dem Bahnhof Erndtebrück als Mittelpunkt.

### Fahrzeugmuseum
Bald’s Historische Fahrzeugschau von Rudolf Bald stellt alte Fahrzeuge aus. Den Schwerpunkt bilden 30 Motorräder, darunter viele von BMW. Daneben werden vier Autos und Sonderfahrzeuge wie Lanz Bulldog und NSU Kettenkrad präsentiert.

### Regelmäßige Veranstaltungen
- Volkslauf am 1. Mai
- Diverse Schützenfeste finden in fast allen Ortsteilen von Juni bis August jeden Jahres statt.

## Wirtschaft und Infrastruktur

### Verkehr
Die Gemeinde ist über die Bundesstraßen 62 und 480 mit den Nachbarorten verbunden.

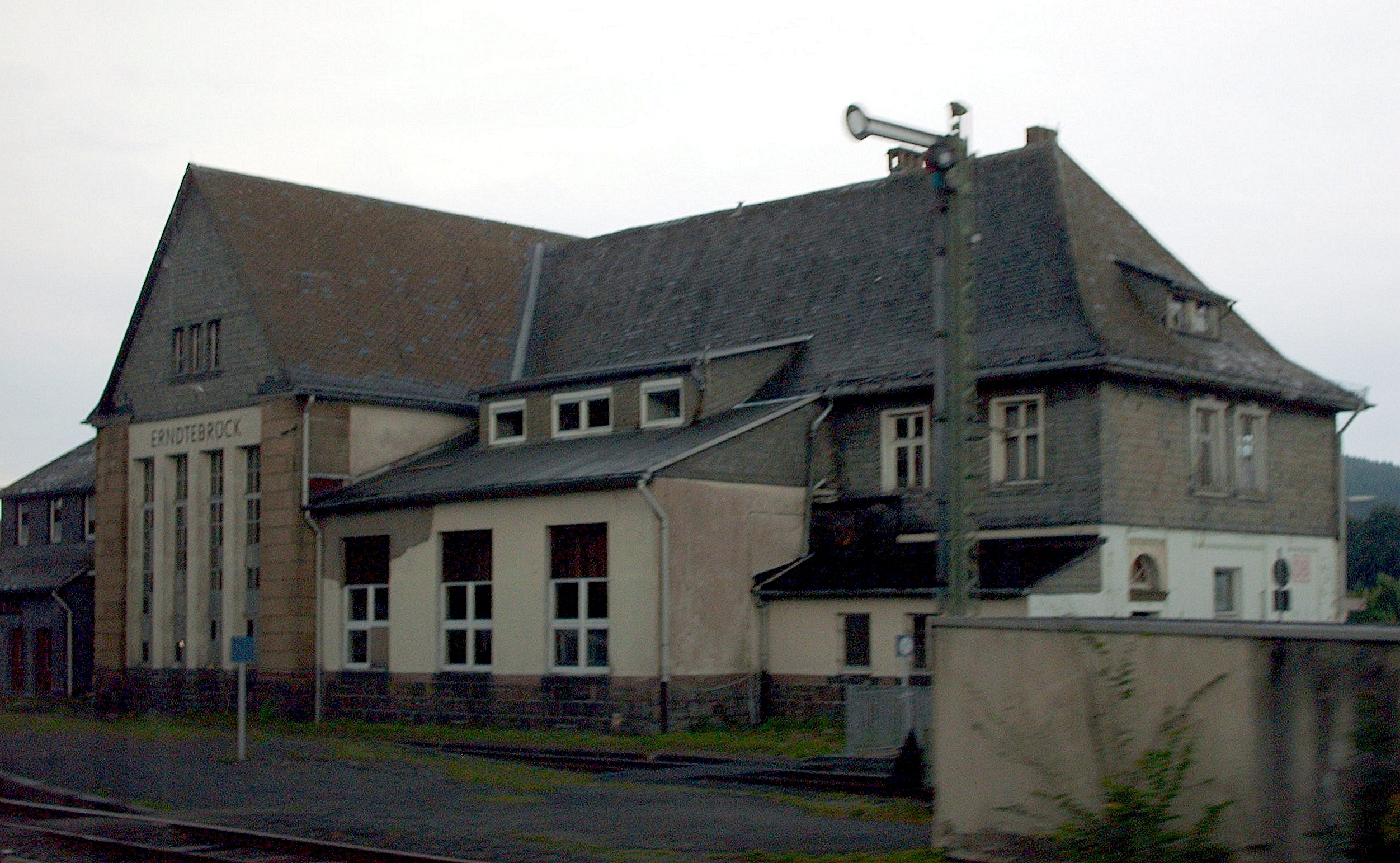
Der Bahnhof Erndtebrück

Der Bahnhof Erndtebrück wurde 1888 eröffnet, ist ein Trennungsbahnhof und liegt an Streckenkilometer 28,8 der Bahnstrecke Kreuztal–Cölbe sowie 0,0 der Bahnstrecke Erndtebrück–Bad Berleburg. Die Personenzüge der Rothaarbahn verkehren in Richtung Betzdorf und Bad Berleburg, die der Oberen Lahntalbahn im Zweistundentakt über Bad Laasphe und Biedenkopf in Richtung Marburg.
| Linie | Verlauf | Takt                                             | Betreiber        |
| ----- | --- | ------------------------------------------------ | ---------------- |
| RB 93 | Rothaarbahn: Betzdorf (Sieg) – Kirchen – Freusburg Siedlung – Brachbach – Mudersbach – Niederschelden – Niederschelden Nord – Eiserfeld (Sieg) – Siegen Hbf – Siegen-Weidenau – Siegen-Geisweid – Kreuztal – Ferndorf (Siegen) – Kredenbach – Dahlbruch – Hillnhütten – Stift Keppel-Allenbach – Hilchenbach – Vormwald Dorf – Vormwald – Lützel – Erndtebrück – Birkelbach – Aue-Wingeshausen – Berghausen (b Wittgenstein) – Raumland-Markhausen – Bad Berleburg Werktags einzelne Fahrten von Au (Sieg) bzw. Altenkirchen, Samstags 2x von Marburg nach Betzdorf als RB 94 Stand: Fahrplanwechsel Dezember 2021 | 60 min 120 min (Betzdorf–Siegen sonn-/feiertags) | HLB Hessenbahn   |
| RB 94 | Obere Lahntalbahn: Marburg (Lahn) – Cölbe – Lahntal-Sarnau – Goßfelden – Sterzhausen – Caldern – Buchenau (Lahn) – Friedensdorf (Lahn) – Wilhelmshütte (Lahn) – Biedenkopf – Biedenkopf Campus – Wallau (Lahn) – Bad Laasphe-Niederlaasphe – Bad Laasphe – Feudingen – Oberndorf (Wittgenstein) – Leimstruth – Schameder – Erndtebrück ( – Hilchenbach – Kreuztal – Siegen Hbf – Betzdorf (Sieg)) (2 Zugpaare Samstags von/bis Betzdorf) Stand: Fahrplanwechsel Dezember 2021 | 120 min                                          | DB Kurhessenbahn |

Der Bahnhof besitzt vier Bahnsteiggleise und einige Güter- und Nebengleise. Der Bahnhof wurde ab Juli 2016 von der Deutschen Bahn modernisiert, das Bahnhofsgebäude bleibt allerdings erhalten. Die Bahnsteige wurden barrierefrei ausgebaut.
Bis in das Jahr 1944 bestand mit der Bahnstrecke Altenhundem–Birkelbach eine Eisenbahnverbindung nach Altenhundem, deren Brücken aber im Kriegsverlauf von sich zurückziehenden Verbänden der deutschen Armee gesprengt wurden. Die Tunnelabschnitte sind zum Teil noch erhalten.
Der Zweckverband Personennahverkehr Westfalen-Süd kündigte im Mai 2016 an, drei neue Nachtbuslinien im Kreis Siegen-Wittgenstein zunächst bis zum 31. Dezember 2016 als Versuchsangebot einzurichten. Die Busse der Nachtbuslinie 7 des Versuchsangebotes verkehrten jeweils in den Nächten von Freitag auf Samstag und Samstag auf Sonntag zwischen Siegen, Netphen, Erndtebrück und Bad Berleburg. Das Angebot wurde wegen mangelnder Nachfrage eingestellt.
Erndtebrück verfügt über den Flugplatz Schameder.

### Radfernwege

Oranier-Fahrrad-Route

Durch Erndtebrück führen folgende Radwanderwege:
- Der 171 km lange Eder-Radweg beginnt im Ortskern Erndtebrücks im Rothaargebirge in Nordrhein-Westfalen. Der größte Teil führt durch Hessen und heißt dann Ederradweg. Er folgt dem Lauf der Eder bis zur Mündung in die Fulda (Fluss) bei Guxhagen.
- Ein Fahrradweg auf der Oranier-Route verbindet die Städte Diez, Nassau, Braunfels, Dillenburg, Siegen und Bad Arolsen, die seit vielen Jahrhunderten eng mit dem Königshaus der Niederlande verbunden sind, über rund 400 Kilometer.

### Industrie und Gewerbe

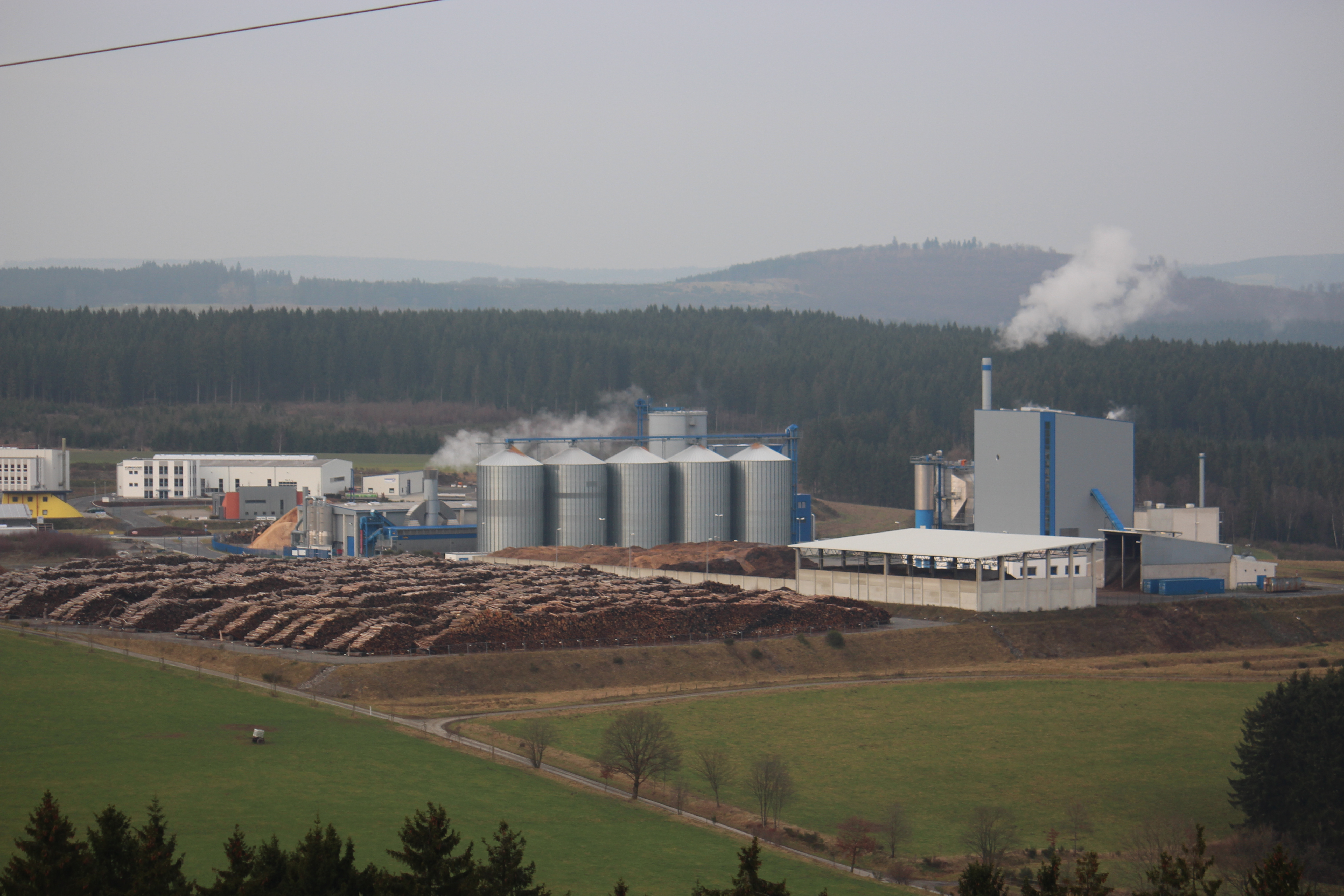
Biomasseheizkraftwerk im Industriepark Schameder

Am Rande von Erndtebrück befindet sich der Stammsitz des Erndtebrücker Eisenwerkes. Weitere Industrie- und Gewerbeflächen stehen in der Gemeinde im Jägersgrund und im interkommunalen Industriepark Wittgenstein in Schameder zur Verfügung. Dort befindet sich das Biomasseheizkraftwerk Wittgenstein, welches über eine Leistung von 5 MW (elektrisch) und 30 MW (thermisch) verfügt. An dieses angeschlossen ist ein Produktionswerk für Pellets.

### Öffentliche Einrichtungen

#### Behörden
Neben der Gemeindeverwaltung befindet sich im Rathaus auch eine Außenstelle des Jobcenters des Kreises Siegen-Wittgenstein, ein Bürgerbüro sowie das Standesamt.

#### Bundeswehr
In Erndtebrück befindet sich die Hachenberg-Kaserne. Diese ist Standort des Einsatzführungsbereiches 2 (vormals V. Lehrgruppe der Technischen Schule 2, ab 1994 dann V. Lehrgruppe der Technischen Schule 1) der Luftwaffe, das Control and Reporting Centre mit neuem ECM-gehärteten oberirdischen Einsatzgebäude, das Systemzentrum 25, einer Sanitätsstaffel für die medizinische Versorgung der Soldaten mit insgesamt 860 Dienstposten und betreibt ein Phased-Array Radarsystem des Typs GM 406F zur Luftverteidigung. Auch der stillgelegte Luftverteidigungsbunker Erndtebrück befindet sich in Dorfnähe und dient heute teils als Museum.

#### Bildung
Erndtebrück beheimatet fünf Kindergärten sowie zwei Schulen. Dies sind die Grundschule Erndtebrück und die Realschule Erndtebrück. Die Rothaarsteig-Schule benannte Hauptschule wurde aufgrund der zu geringen Schülerzahlen im Juli 2016 geschlossen, da die Schulgesetze keine Weiterführung zuließen.

## Persönlichkeiten

### Söhne und Töchter der Gemeinde
- Heinrich Lange (1853–1920), Chemiker, erste Direktor der Königlichen Färberei- und Appreturschule Krefeld
- Wilhelm Busch (1861–1929), Instrumentenbauer und Vater der Musiker und Schauspieler Fritz, Adolf, Willi, Hermann und Heinrich Busch.
- Ludwig Bald (1902–1945), Historiker und Autor der Territorialgeschichte des Siegerlandes.
- Ewald Belz (1902–1978), Politiker
- Erwin Klotz (1906–1989), Leitender Baudirektor beim Senator für Bau- und Wohnungswesen in Berlin, „Vater der Berliner Autobahn“
- Heinz Müller (1914–unbekannt), Politiker und ehemaliger Bürgermeister der Gemeinde
- Werner Wied (1917–2011), Pädagoge und Heimatforscher.
- Werner Stöcker (* 1939), Marathon- und Ultramarathonläufer.
- Walter Kiß (* 1961), Politiker

### Weitere Persönlichkeiten, die mit der Gemeinde in Verbindung stehen
- Nicolaus Martin (1780–1869), deutscher Fabrikant und Politiker

### Ehrenbürger
- Paul Meißner (1876–1962), Arzt

## Belege
1. ↑  Bevölkerung der Gemeinden Nordrhein-Westfalens am 31. Dezember 2024 – Fortschreibung des Bevölkerungsstandes auf Basis des Zensus 2022. Landesbetrieb Information und Technik Nordrhein-Westfalen (IT.NRW), abgerufen am 18. Juni 2025. (Hilfe dazu)
2. ↑  Günther Wrede: Territorialgeschichte der Grafschaft Wittgenstein. N.G. Elwert´sche Verlagsbuchhandlung (G.Braun), Marburg 1927, S. 148–149.
3. ↑  Statistisches Bundesamt (Hrsg.): Historisches Gemeindeverzeichnis für die Bundesrepublik Deutschland. Namens-, Grenz- und Schlüsselnummernänderungen bei Gemeinden, Kreisen und Regierungsbezirken vom 27.5.1970 bis 31.12.1982. W. Kohlhammer, Stuttgart / Mainz 1983, ISBN 3-17-003263-1, S. 337 (Statistische Bibliothek des Bundes und der Länder [PDF; 41,1 MB]).
4. ↑  Einwohnerzahlen der Gemeinde Erndtebrück und ihrer Ortsteile von 1992 bis 2012: Den Download Einwohnerstatistik der Gemeinde Ernstebrück seit 1992 anklicken! (Memento vom 11. September 2014 im Internet Archive)
5. ↑  Ergebnisse der Kommunalwahl 2020. Abgerufen am 15. September 2020.
6. ↑  Vote-Manager-Seite zur Kommunalwahl 2020. Abgerufen am 15. September 2020.
7. ↑  Vote-Manager-Seite zur Bürgermeisterwahl 2020. Abgerufen am 15. September 2020.
8. ↑  Gemeinde Erndtebrück – Gesamtergebnis, abgerufen am 9. Dezember 2015
9. ↑  Den Toten ein ehrendes Gedenken, Siegerländer Heimatkalender 1996, S. 41, 71. Ausgabe, Hrsg. Siegerländer Heimat- und Geschichtsverein e. V., Verlag für Heimatliteratur.
10. ↑  Veddeler, Peter; Wappen, Siegel, Flaggen; Münster 2003; S. 122 und 380
11. ↑  Eberhard Demtröder: Zehn „Stolpersteine“ mahnen in Erndtebrück. In: Westfalenpost. Funke Mediengruppe, 12. September 2015, abgerufen am 1. Mai 2025.
12. ↑  Dieter Lammersdorf: Oldtimermuseen in Deutschland. Johann Kleine Vennekate-Verlag, Lemgo 2014, ISBN 3-935517-06-8, S. 129.
13. ↑  Rudolf-Bald-Stiftung-weiß-blau Auf bmw-ausstellung.de, abgerufen am 13. November 2022.
14. ↑  siegener-zeitung.de (Memento des Originals vom 2. Juli 2016 im Internet Archive)  Info: Der Archivlink wurde automatisch eingesetzt und noch nicht geprüft. Bitte prüfe Original- und Archivlink gemäß Anleitung und entferne dann diesen Hinweis.
15. ↑  Bus N7-N9: Nachtbus-Versuchsangebot für Wittgenstein und Neunkirchen - Burbach. In: zws-online.de. Archiviert vom Original am 28. Mai 2016; abgerufen am 29. Mai 2016.
16. ↑  Test gescheitert: Schnellbus in Wittgenstein wird eingestellt. In: Westdeutscher Rundfunk. Archiviert vom Original am 6. März 2017; abgerufen am 5. März 2017.
17. ↑  Referenz: BMVg, Die Streitkräfte der Bundeswehr in Deutschland, Oktober 2011.
18. ↑  Kindergärten. erndtebrueck.de, archiviert vom Original am 4. März 2016; abgerufen am 11. November 2015.
19. ↑  Sommerferien in der Rothaarsteig-Schule – für immer. In: Siegener Zeitung. Ausgabe Wittgenstein. 9. Juli 2016.